# Florian Kohfeldt
Florian Kohfeldt (Siegen, Alemania Federal; 5 de octubre de 1982) es un entrenador de fútbol alemán. Actualmente dirige al SV Darmstadt 98 de la 2. Bundesliga.

## Trayectoria
Fue futbolista a nivel amateur, se desempeñó de guardameta y entre 2001 y 2009 jugó para el Werder Bremen III de la Bremen-Liga.
Desde el año 2006, Kohfeldt fue entrenador en las divisiones juveniles del Werder Bremen. En la temporada 2014-15, fue nombrado entrenador asistente en el primer equipo del club, al mando de Viktor Skrypnyk. El 2 de octubre de 2016, Kohfeldt asumió el cargo de entrenador del Werder Bremen II, equipo reserva del club.
El 30 de octubre de 2017, fue nombrado entrenador interino del Bremen tras la salida de Alexander Nouri. En noviembre se confirmó a Kohfeldt como primer entrenador del club.
Renovó su contrato como director técnico en abril de 2018, y nuevamente en julio de 2019 hasta 2023.
El 16 de mayo de 2021, fue destituido por el club por malos resultados y por dejar en puestos de descenso al equipo, a falta de una jornada del final de la Bundesliga.
El 26 de octubre de 2021, sustituyó a Mark van Bommel en el banquillo del Wolfsburgo. Fue destituido el 15 de mayo de 2022, tras llevar al conjunto alemán a un discreto 12º puesto final en la Bundesliga.
Después de un año sin club, se hizo cargo del Eupen en junio de 2023.A mediados de marzo de 2024, presentó la renuncia a su cargo después de perder siete de los últimos ocho partidos de liga.
El 7 de septiembre de 2024, fue oficializado como entrenador del SV Darmstadt 98.

## Estadísticas
| Equipo                      | Div.                | Temporada           | Liga | Liga | Liga | Liga | Liga |    | Copa | Copa | Copa | Copa |   | Internacional | Internacional | Internacional | Internacional | Internacional |   | Otros | Otros | Otros | Otros |     | Totales     | Totales | Totales | Totales | Totales | Totales | Totales | Totales |
| Equipo                      | Div.                | Temporada           | PD   | G    | E    | P    | Pos. | PD | G    | E    | P    | PD   | G | E             | P             | Pos.          | PD            | G             | E | P     | PD    | G     | E     | P   | Rendimiento | GF      | GC      | Dif.    |         |         |         |         |
| --------------------------- | ------------------- | ------------------- | ---- | ---- | ---- | ---- | ---- | -- | ---- | ---- | ---- | ---- | - | ------------- | ------------- | ------------- | ------------- | ------------- | - | ----- | ----- | ----- | ----- | --- | ----------- | ------- | ------- | ------- | ------- | ------- | ------- | ------- |
| Werder Bremen II · Alemania | 3.ª                 | 2016-17             | 28   | 9    | 9    | 10   | 17.º | -  | -    | -    | -    | -    | - | -             | -             | -             | -             | -             | - | -     | 28    | 9     | 9     | 10  | 42.85%      | 23      | 28      | -5      |         |         |         |         |
| Werder Bremen II · Alemania | 3.ª                 | 2017-18             | 14   | 3    | 5    | 6    | Inc. | -  | -    | -    | -    | -    | - | -             | -             | -             | -             | -             | - | -     | 14    | 3     | 5     | 6   | 33.33%      | 13      | 20      | -7      |         |         |         |         |
| Werder Bremen II · Alemania | Total               | Total               | 42   | 12   | 14   | 16   | -    | -  | -    | -    | -    | -    | - | -             | -             | -             | -             | -             | - | -     | 42    | 12    | 14    | 16  | 39.68%      | 36      | 48      | -12     |         |         |         |         |
| Werder Bremen · Alemania    | 1.ª                 | 2017-18             | 24   | 10   | 7    | 7    | 11.º | 2  | 1    | 0    | 1    | -    | - | -             | -             | -             | -             | -             | - | -     | 26    | 11    | 7     | 8   | 51.28%      | 39      | 34      | +5      |         |         |         |         |
| Werder Bremen · Alemania    | 1.ª                 | 2018-19             | 34   | 14   | 11   | 9    | 9.º  | 5  | 3    | 1    | 1    | -    | - | -             | -             | -             | -             | -             | - | -     | 39    | 17    | 12    | 10  | 53.85%      | 76      | 57      | +19     |         |         |         |         |
| Werder Bremen · Alemania    | 1.ª                 | 2019-20             | 34   | 8    | 7    | 19   | 16.º | 4  | 3    | 0    | 1    | -    | - | -             | -             | -             | 2             | 0             | 2 | 0     | 40    | 11    | 9     | 20  | 35%         | 57      | 77      | -20     |         |         |         |         |
| Werder Bremen · Alemania    | 1.ª                 | 2020-21             | 33   | 7    | 10   | 16   | Inc. | 5  | 4    | 0    | 1    | -    | - | -             | -             | -             | -             | -             | - | -     | 38    | 11    | 10    | 17  | 44.74%      | 43      | 55      | -12     |         |         |         |         |
| Werder Bremen · Alemania    | Total               | Total               | 125  | 39   | 35   | 51   | -    | 16 | 11   | 1    | 4    | -    | - | -             | -             | -             | 2             | 0             | 2 | 0     | 143   | 50    | 38    | 55  | 43.83%      | 215     | 223     | -8      |         |         |         |         |
| VfL Wolfsburgo · Alemania   | 1.ª                 | 2021-22             | 25   | 8    | 5    | 12   | 12.º | -  | -    | -    | -    | 3    | 1 | 0             | 2             | FG            | -             | -             | - | -     | 28    | 9     | 5     | 14  | 38.09%      | 37      | 48      | -11     |         |         |         |         |
| VfL Wolfsburgo · Alemania   | Total               | Total               | 25   | 8    | 5    | 12   | -    | -  | -    | -    | -    | 3    | 1 | 0             | 2             | -             | -             | -             | - | -     | 28    | 9     | 5     | 14  | 38.09%      | 37      | 48      | -11     |         |         |         |         |
| KAS Eupen · Bélgica         | 1.ª                 | 2023-24             | 30   | 7    | 3    | 20   | Inc. | 1  | 0    | 0    | 1    | -    | - | -             | -             | -             | -             | -             | - | -     | 31    | 7     | 3     | 21  | 25.81%      | 24      | 60      | -36     |         |         |         |         |
| KAS Eupen · Bélgica         | Total               | Total               | 30   | 7    | 3    | 20   | -    | 1  | 0    | 0    | 1    | -    | - | -             | -             | -             | -             | -             | - | -     | 31    | 7     | 3     | 21  | 25.81%      | 24      | 60      | -36     |         |         |         |         |
| Darmstadt 98 · Alemania     | 2.ª                 | 2024-25             | 30   | 11   | 8    | 11   | 12.º | 2  | 1    | 0    | 1    | -    | - | -             | -             | -             | -             | -             | - | -     | 32    | 12    | 8     | 12  | 45.83%      | 57      | 48      | +9      |         |         |         |         |
| Darmstadt 98 · Alemania     | 2.ª                 | 2025-26             | 2    | 2    | 0    | 0    | -    | 1  | 1    | 0    | 0    | -    | - | -             | -             | -             | -             | -             | - | -     | 3     | 3     | 0     | 0   | 100%        | 7       | 2       | +5      |         |         |         |         |
| Darmstadt 98 · Alemania     | Total               | Total               | 32   | 13   | 8    | 11   | -    | 3  | 2    | 0    | 1    | -    | - | -             | -             | -             | -             | -             | - | -     | 35    | 15    | 8     | 12  | 50.48%      | 64      | 50      | +14     |         |         |         |         |
| Total en su carrera         | Total en su carrera | Total en su carrera | 254  | 79   | 65   | 110  | -    | 20 | 13   | 1    | 6    | 3    | 1 | 0             | 2             | -             | 2             | 0             | 2 | 0     | 279   | 93    | 68    | 118 | 41.45%      | 376     | 429     | -53     |         |         |         |         |
| 1. 2. 3.                    |                     |                     |      |      |      |      |      |    |      |      |      |      |   |               |               |               |               |               |   |       |       |       |       |     |             |         |         |         |         |         |         |         |

### Resumen por competiciones
| Competición                  | Partidos | Ganados | Empatados | Perdidos | %      |
| ---------------------------- | -------- | ------- | --------- | -------- | ------ |
| 3. Liga                      | 42       | 12      | 14        | 16       | 39.68% |
| 2. Bundesliga                | 32       | 13      | 8         | 11       | 48.96% |
| Bundesliga                   | 152      | 47      | 42        | 63       | 40.13% |
| Copa de Alemania             | 19       | 13      | 1         | 5        | 70.17% |
| Primera División de Bélgica  | 30       | 7       | 3         | 20       | 26.66% |
| Copa de Bélgica              | 1        | 0       | 0         | 1        | 0%     |
| Liga de Campeones de la UEFA | 3        | 1       | 0         | 2        | 33.33% |
| TOTAL                        | 279      | 93      | 68        | 118      | 41.45% |